# اختراق الضاحية (دراجات)

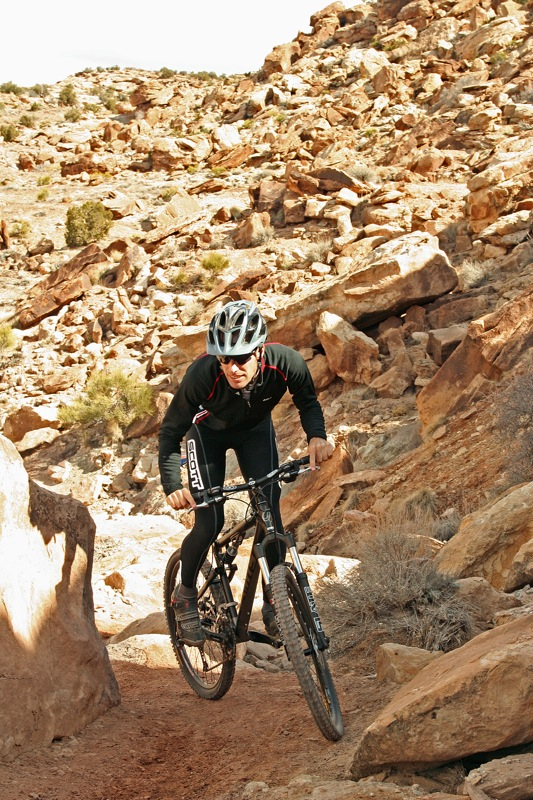
سائق دراجة جبلية عبر الضاحية على ممر في ولاية يوتا ، الولايات المتحدة الأمريكية.

سباق اختراق الضاحية أو عبر الضاحية أو عبر البلاد أو عبر الريف (بالأنجليزية: Cross-country) هو فعالية من فعاليات ركوب الدراجات الجبلية. أصبح ركوب الدراجات عبر الضاحية رياضة أولمبية في عام 1996 وهو الشكل الوحيد لركوب الدراجات الجبلية الذي يمارس في الألعاب الأولمبية.

## تضاريس
يستدل على ركوب الدراجات عبر الضاحية من خلال التضاريس التي يقام السباق بها. تتألف ممرات ومسارات السباق بين مزيج من مسارات الغابات الخام والمسارات الفردية (ممكن ان تكون مسارات مزدوجة بحسب اتساع المسار)، حواجز نارية سلسة، وحتى الطرق المعبدة التي تربط المسارات الأخرى. حتى وقت قريب كانت مسارات عبر البلاد تُعتبر «سهلة» أو «وسيطة»، نظرًا لهذه الامور فان التدرب على ركوب الدراجات الجبلية وخوض مسابقاتها يتطلب براعة بدنية أكثر من القدرة التقنية.

## الدراجات والمعدات

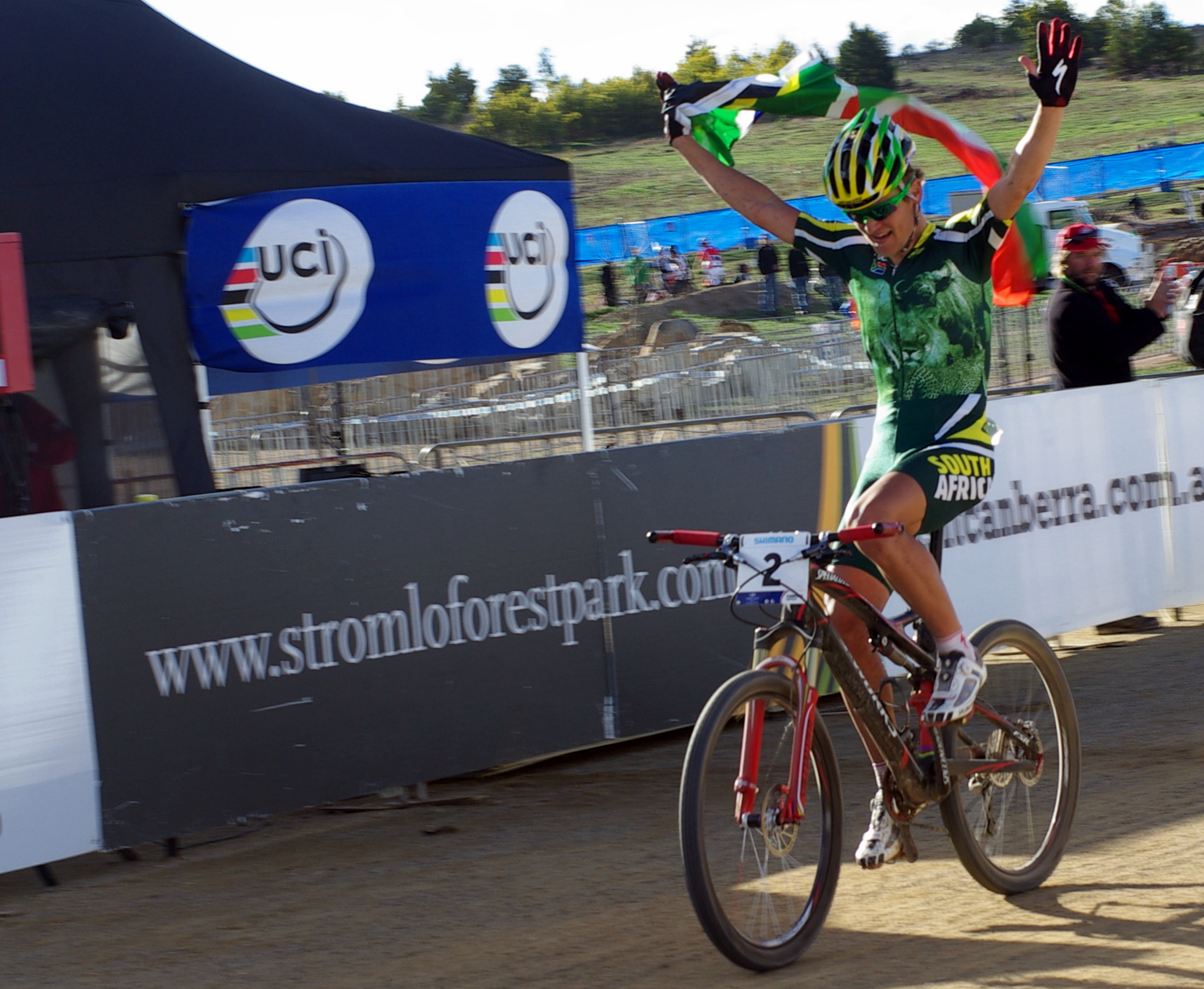
الجنوب افريقي Burry Stander عندما فاز مستخدما دراجة متخصصة ثنائية التعليق تعليق مزدوجة متخصص.

دراجات اختراق الضاحية هي من أخف الدراجات الجبلية، وعادة ما تتراوح ما بين 7 و 16 كيلوغرام (15 و 35 رطل) . عادة ما تحتوي على شوكات تعليق في الأمام وأحيانًا يكون لها تعليق في الخلف. في كل من الأمام والخلف، تحتوي معظم الدراجات على حوالي 100 مليمتر (10.0 سـم؛ 3.9 بوصة) جهاز تعليق خاص بالمسافات الطويلة، على الرغم من أن بعض الدراجين يفضلون 125 إلى 150 مليمتر للسفر كقوة لهيكل الدراجة والتقدم التكنولوجي. بشكل عام، تضع هندسة الهيكل المتسابق في وضع مستقيم أكثر قليلاً من وضع الدراجة على الطريق، ولكن أقل بكثير من الدراجة المنحدرة.
غالبًا ما تستخدم خوذات الدراجات للركوب عبر البلاد. ومع ذلك، نادرًا ما يرتدي راكبو دراجات اختراق الضاحية خوذات كاملة الوجه ولا يرتدون «درع» الجسم الكامل الذي يستخدمه ركاب المنحدرات. راكبو دراجات اختراق الضاحية أكثر عرضة للإصابة من راكبي الدراجات على الطرق؛ ومع ذلك، فإن الإصابات التي يتعرض لها الدراجون عادة ما تكون غير خطيرة.

## سباق

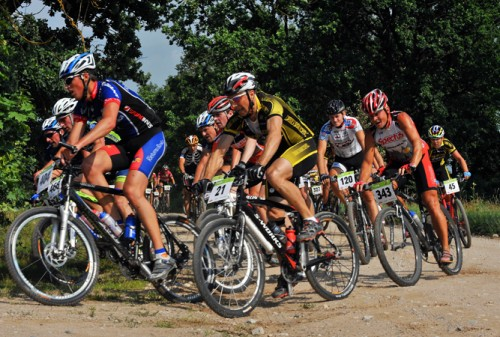
سباق الدراجات الجبلية عبر البلاد.

تؤكد سباقات اختراق الضاحية على القدرة على التحمل أكثر من البراعة التقنية، وتتنوع السباقات من 30 دقيقة إلى 24 ساعة. بالإضافة إلى ذلك، يتم تقسيم العديد من سباقات الدراجات الجبلية إلى مراحل تمتد لعدة أيام. يمكن أن تكون السباقات إما من نقطة إلى نقطة أو قائمة على اللفة. يتكون اختراق الضاحية للمسار القصير من العديد من اللفات القصيرة جدًا بحيث يكون مناسبًا للمتفرجين.
على عكس سباقات المنحدرات، التي يتم إجراؤها في شكل سباق زمن، تتميز سباقات اختراق الضاحية تقليديًا ببداية جماعية أو بداية فاصلة، حيث يتم إطلاق الدراجين في عدة مجموعات كبيرة مقسمة حسب العمر و / أو القدرة. في بعض الأحيان، تستخدم السباقات ذات الحقول الكبيرة جدًا والتي لا ترغب في البدء بشكل متقطع بداية لومان حيث يبدأ المتسابقون بالركض على دراجاتهم.

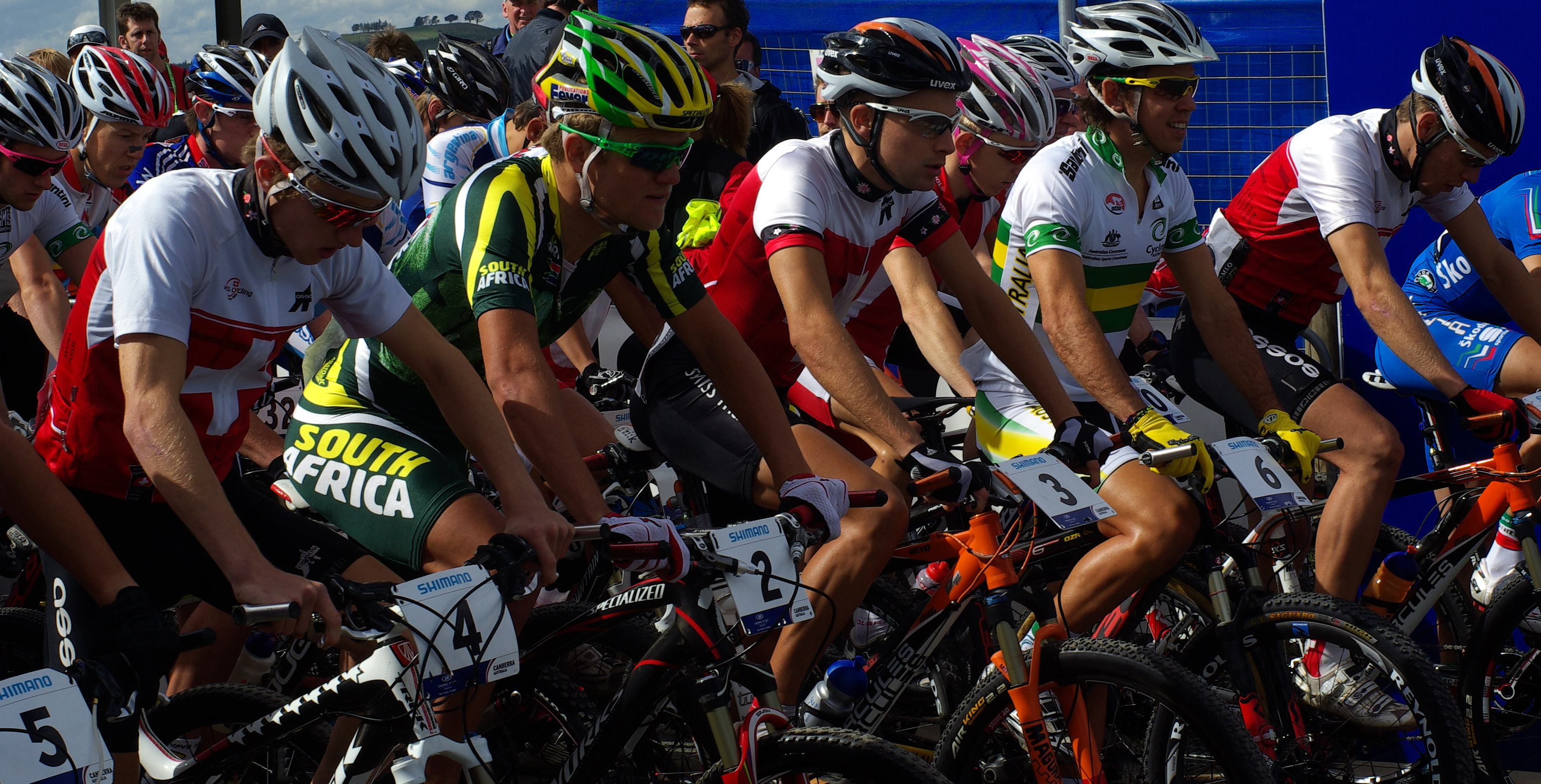
خط البداية لسباق اختراق الضاحية للرجال تحت 23 عامًا في بطولة العالم لالتحاد الدولي للدراجات لعام 2009.

على الصعيد العالمي، تخضع سباقات اختراق الضاحية لادارة Union Cycliste Internationale . في الولايات المتحدة، يقع ضمن اختصاص USACMTB هو قسم من اتحاد الولايات المتحدة لركوب الدراجات. في المملكة المتحدة، تعتبر British Cycling هي الهيئة الإدارية.

## تخصصات السباق
هناك بعض التخصصات لسباقات اختراق الضاحية، مثل XCE (مزيل اختراق الضاحية) أو XCO (أولمبي اختراق الضاحية) أو XCM (ماراثون اختراق الضاحية).

### مزيل اختراق الضاحية (XCE)
سباق يكون فيه آخر شخص أو آخر شخصين يمرون بخط النهاية خارج السباق.

### اختراق الضاحية الأولمبية (XCO)
يتكون من سباق اللفة حول مسار متعرج. إنه الفعالية الوحيد في الألعاب الأولمبية، والمطلوب مهارات عالية في ركوب الدراجات الجبلية.

### ماراثون اختراق الضاحية (XCM)
مع طريق عادة ما بين 65 و 100 كم. لقد اكتسب شعبية في السنوات الأخيرة، لأن المشاركة في مسابقة XCM مفتوحة للجميع، بما في ذلك المبتدئين.

## حجم العجلة

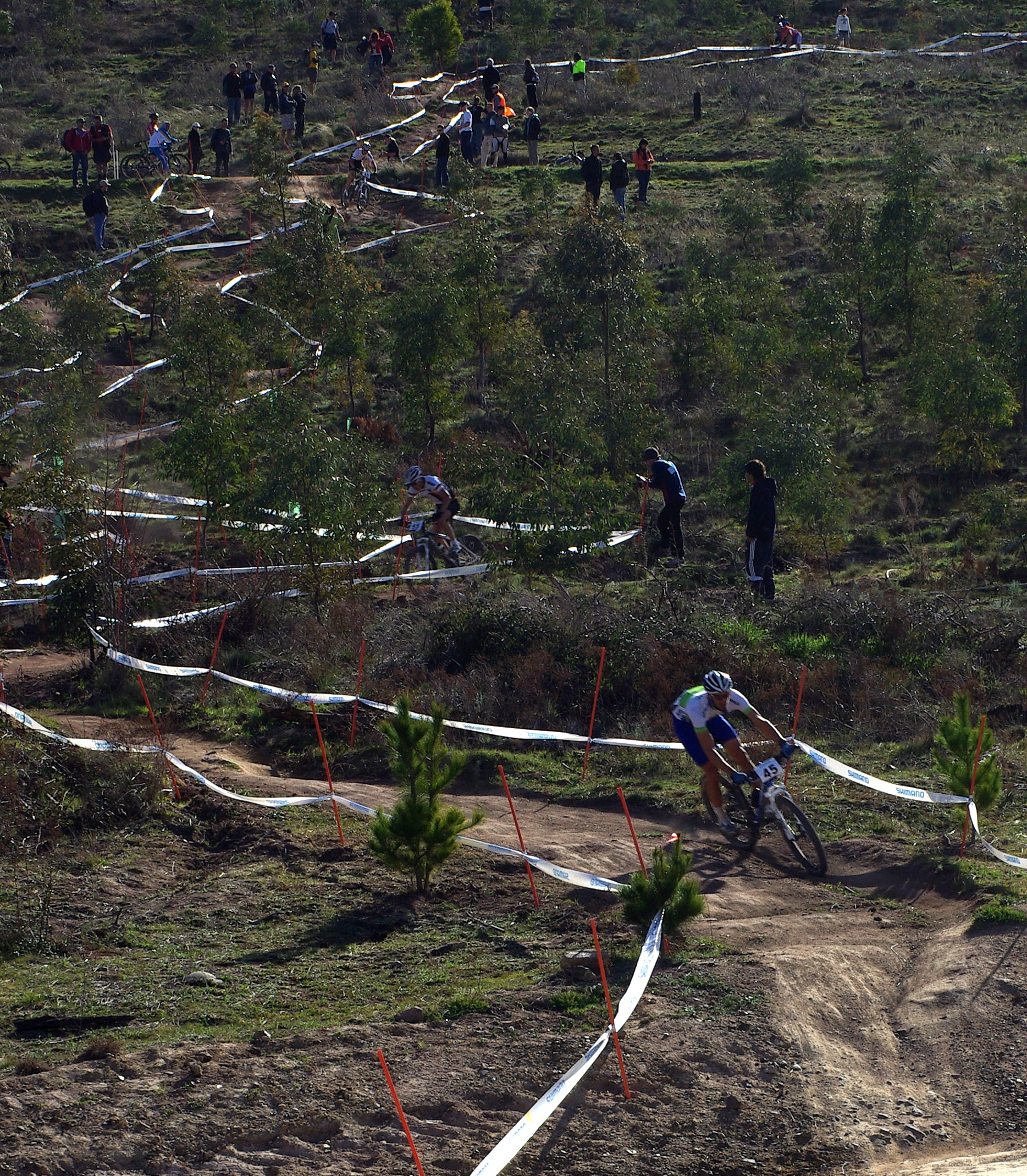
المسار المستخدم في بطولة العالم لالتحاد الدولي للدراجات لعام 2009 في أستراليا.

في اختراق الضاحية، أكثر من مناطق ركوب الدراجات الجبلية الأخرى، بدأ الجدل حول الحجم الأمثل للعجلة. إن حجم العجلة مقاس 26 بوصة الذي تم تسويته مع بداية العصر الحالي لركوب الدراجات الجبلية قد تلاشى تمامًا على المستوى الأعلى من السباقات عبر البلاد حيث أصبحت العجلات مقاس 27.5 بوصة (650 ب) و 29 بوصة أكثر شيوعًا الآن. عجلات 650b هي عجلات قطرها 584مم وتقريبا 27.5 بوصة مع إطار مركب.
أصبحت دراجات 650b أكثر انتشارًا من أي وقت مضى، في حين أن دراجة 29 «، أو» 29ers "اكتسبت شعبية بسرعة في منتصف إلى أواخر العقد الأول من القرن الحادي والعشرين، وحققت بعض النجاح في سباقات اختراق الضاحية، ولكن أكثر من ذلك في سباق الماراثون عبر الضاحية. جاءت زيادة ملحوظة لشعبيتها مع Lance Armstrong ، الذي كان يتسابق ويفوز على Gary Fisher 29er. مزايا تنسيقات العجلات الأكبر هي حاجة أقل للتعليق بسبب زاوية الهجوم المنخفضة، وأيضًا فقدان أقل للزخم. تشمل العيوب زيادة الوزن، وانخفاض التسارع، والقصور الذاتي المتدحرج العالي، ومشاكل ملاءمة الراكب لمن هم أقل من 5'5 "(165 سم)، ومعالجة أبطأ، على الرغم من معالجة مشكلات المناولة بنجاح في التصميمات الأحدث مع تغييرات هندسية مثل زوايا أنبوب الرأس الأكثر حدة وتعويضات الشوكة الأعلى. ومن العيوب الأخرى أنه، مع تساوي جميع المتغيرات الأخرى (عدد الاسلاك وتصميم الإطار والمادة، إلخ)، ستكون العجلة مقاس 26 بوصة أقوى بكثير من العجلة مقاس 29 بوصة.

## روابط خارجية
- الاتحاد الدولي للدراجات (Union Cycliste Internationale)
- الرابطة الدولية لركوب الدراجات الجبلية